# Vía Salaria

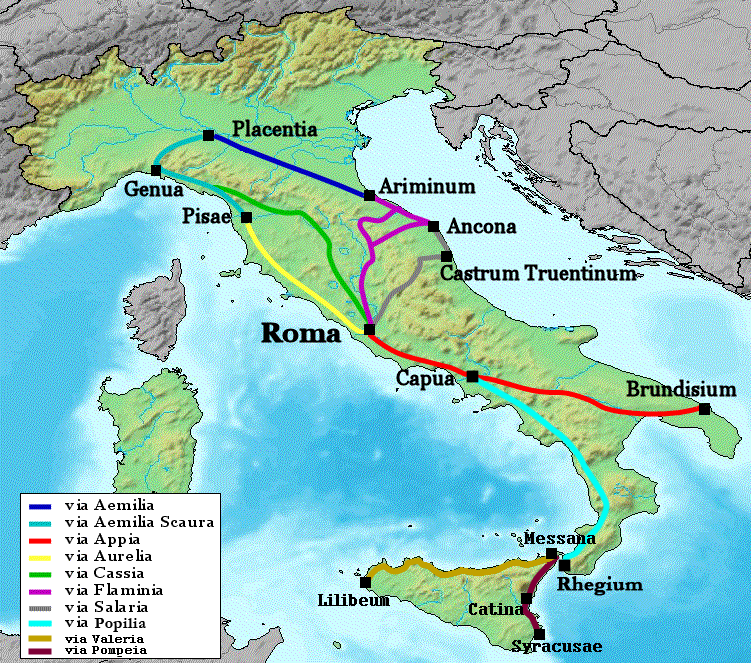
Trayecto de la Via Salaria (en gris).

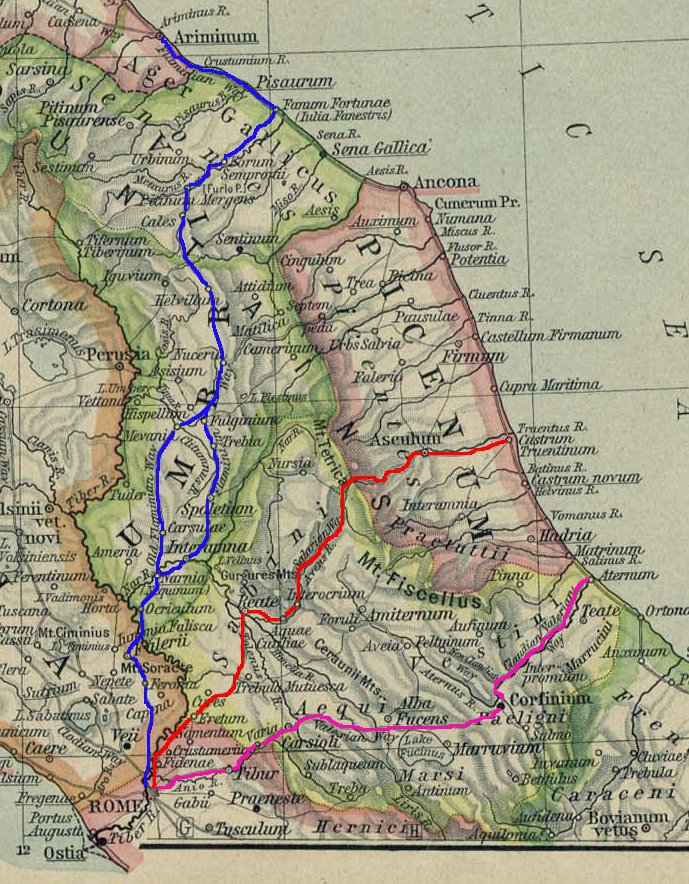
La vía Salaria (destacada en rojo) junto a otras calzadas romanas de Italia central.

La vía Salaria es una antigua calzada romana que comunica Roma (partiendo desde la porta Salaria de la muralla Serviana, pasando por la porta Salaria de la muralla Aureliana) y Castrum Truentinum, actual Porto d'Ascoli, en la costa del mar Adriático. Recorre en total 242 km, pasando por Reate (Rieti) y Asculum (Ascoli Piceno).
La vía Salaria debe su nombre a la palabra latina que designa a la ‘sal’, ya que era la ruta utilizada por los sabinos para transportar sal hacia el río Tíber. Algunos historiadores consideran que este camino y el comercio de sal estuvieron ligados a la fundación de Roma. Subsisten restos de algunas secciones montañosas de esta calzada.